# Georgios Aspiotis
Georgios Aspiotis (griechisch Γεώργιος Ασπιώτης) war ein griechischer Radsportler, der an den Olympischen Sommerspielen 1896 teilnahm. Er trat zum Straßenrennen von Athen nach Marathon und zurück an. Auf der 87 Kilometer langen Strecke konnte er keinen der drei vorderen Plätze erringen. Seine exakten Zeiten und Ergebnisse sind unbekannt, es ist nicht einmal klar, ob er ins Ziel kam.